# Erzbistum Nouméa
Das Erzbistum Nouméa (lat.: Archidioecesis Numeanus) ist ein in Neukaledonien, einer zu Frankreich gehörigen Inselgruppe im Pazifischen Ozean, gelegenes Erzbistum der römisch-katholischen Kirche. Sitz ist Nouméa.

## Geschichte
Am 23. Juli 1847 wurde das Bistum als Apostolisches Vikariat Neukaledonien („Novae Caledoniae“) durch Papst Pius IX. aus dem Apostolischen Vikariat Zentralozeanien heraus gegründet; erster Apostolischer Vikar war Guillaume Douarre von der Ordensgemeinschaft der Marianisten, die sich bis heute im Erzbistum engagieren. 1966 wurde das Vikariat durch Papst Paul VI. zu einem Erzbistum erhoben. Erster Erzbischof war Pierre-Paul-Émile Martin SM.
Als Suffragane zugeordnet sind Diözesen, die Wallis und Futuna bzw. Vanuatu umfassen.

## Ordinarien
- Guillaume Douarre SM (1847–1853)
- Pierre Rougeyron SM (1855–1873)
- Pierre-Ferdinand Vitte SM (1873–1880), Titularbischof von Anastasiopolis
- Alphonse-Hilarion Fraysse SM (1880–1905)
- Claude-Marie Chanrion SM (1905–1937)
- Edoardo Bresson SM (1937–1956)
- Pierre-Paul-Émile Martin SM (1956–1972)
- Eugène Klein MSC (1972–1981)
- Michel-Marie-Bernard Calvet SM (1981–2025)
- Susitino Sionepoe SM (seit 2025)